# 郑躬起义
郑躬起义是汉成帝鸿嘉三年（前18年），在广汉郡（今四川省境）爆发的一次民变。

## 背景
成帝时政局不穩，许多地区都爆发武装起义。镇压夜郎部族有功的陈立，因拓巴郡有“盗贼”被调去担任巴郡太守，以示镇压。因陈立的谋略武功，这里的起义很快就被镇压下去了。然而广汉郡又爆发了大规模的武装起义。
当时的广汉太守扈商，是大司马车骑将军王音姐姐的儿子。他仗着王音在朝廷中的势力，在地方横行霸道、滥施刑威，加之当时连年歉收，仓廪空虚，百姓饥馑，流离失所，疾疫死者以万数，人至相食。鸿嘉中，“盗贼”并起，西汉朝廷以孙宝为益州刺史。孙宝亲入山谷，游说义军出降，平定叛乱。而当时广汉是汉代的工业城市之一，汉政府曾在这里设置工官，主要从事漆器、铜器和金银器方面的生产。在工官作坊中，有大量服役的刑徒，被称为“钳子”。刑徒郑躬，素有威望，因事被关进牢里，判了死罪。

## 经过
鸿嘉三年（前18年）冬十一月，刑徒们聚众打下监牢，救出郑躬，推其为首领，公开造反。郑躬率领六十余人攻取官府兵库中的武器，攻夺官吏富豪，声势日振。郑躬自称“山君”，以一种在当地百姓中普遍流行的原始宗教为纽带来联系大家，势力发展很快，鸿嘉四年波及到附近四县，兵众万人。广汉太守扈商平时骄横跋扈，在起义军面前却一筹莫展。起义军以山为营，据险而守，持续了一年。成帝十分恼怒，竟因此事罢免了丞相薛宣。针对这次叛乱拜河东都尉赵护为广汉太守，征调广汉郡、蜀郡共三万人，前往镇压。赵护则带大军围剿，大约一月时间就把义军镇压下去了。赵护因镇压起义有功，赐黄金百斤，升为执金吾。